# Flughafen Kristiansund

i8
i11
i13
Der Flughafen Kristiansund (norw. Kristiansund lufthavn, Kvernberget, IATA-Code: KSU, ICAO-Code: ENKB) ist ein norwegischer Flughafen 7 km westlich von Kristiansund. 2016 hatte der Flughafen etwa 300.000 Passagiere.

## Geschichte
Der Flughafen wurde 1970 eröffnet und dient als einer der Hauptstartplätze im Offshoreverkehr zu den Ölplattformen in Norwegen.
Die Mehrzahl der Flüge führt zu nationalen Zielen, es werden täglich Flüge nach Oslo und Bergen angeboten; international werden im Charterverkehr saisonal Chania und Split angeflogen.